# Rokurō Naya
Rokurō Naya (jap. 納谷 六朗 Naya Rokurō; ur. 20 października 1932 w Tokio, zm. 17 listopada 2014 tamże) – japoński seiyū, znany głównie z ról drugoplanowych. Młodszy brat innego aktora głosowego Gorō Nayi. Pracował dla Mausu Promotion.

## Wybrana filmografia
- Rycerze Zodiaku – Camus
- One Piece – Haredas
- Urusei Yatsura – Hanawa
- Yu Yu Hakusho – Shinobu Sensui
- Eureka Seven AO – Christophe Blanc.
- Jūken Sentai Gekiranger – Kata
- Crayon Shin-chan – Bunta Takakura
- Galaxy Express 999 – Burudas